# QX Gaygalan 2015
QX Gaygalan 2015 var den 17:e QX Gaygalan och hölls på Cirkus i Stockholm den 9 februari 2015. Galan leddes av Sissela Kyle .

## Nominerade
Vinnare markeras med fetstil .
| Årets homo/bi/trans | Årets hetero |
| --- | --- |
| - Silvana Imam - Fanny de Aguiar - Peter Jöback                                                                                          | - Johan Köhler - Gudrun Schyman - Kenny Solomons |
| Årets hederspris | |
| - De åtta pridefestivaler som hade sin första parad 2014; Pajala, Lund, Falkenberg, Karlskrona, Hudiksvall, Falun, Sapmi och Skellefteå. | |
| Årets keep up the good work | Årets bok: |
| - Kiruna IF Hockey - Hotellhänget - Peter Englund                                                                                        | - En liten handbok i konsten att bli lesbisk - Mian Lodalen och Matilda Tudor - Min pappa Ann-Christin - Ester Roxberg - Ord kan krossa betong - Masha Gessen |
| Årets drag | Årets klubb |
| - Peter Jöback för rollen som Candy Darling i Livet är en schlager - Admira Thunderpussy - Duo Raw                                       | - Candy, Stockholm - Gretas, Göteborg - Wonk, Stockholm |
| Årets svenska låt | Årets artist |
| - Freak – Molly Sandén - Blame It on the Disco - Alcazar - Undo - Sanna Nielsen                                                          | - Alcazar - Carola - First Aid Kit |
| Årets tv-program | Årets bar/restaurang |
| - Orange Is the New Black - Flator - Jills veranda                                                                                       | - Urban Deli Nytorget, Stockholm - Bee Bar, Göteborg - Mälarpaviljongen, Stockholm                                                                            |
| Årets film | Årets scen |
| - Dallas Buyers Club - Medicinen - Varje gång jag ser dig                                                                                | - Livet är en schlager - Ansvaret är vårt - Chicago (musikal)                                                                                                 |
| Årets utländska låt | Årets moment |
| - Rise Like a Phoenix - Conchita Wurst - All of me - John Legend - Chandelier - Sia                                                      | - Conchita vinner Eurovision Song Contest - Efva och Eva på Stockholm Pride - Måns naken på wrecking ball                                                     |
| Årets hederspris | |
| - De åtta pridefestivaler som hade sin första parad 2014; Pajala, Lund, Falkenberg, Karlskrona, Hudiksvall, Falun, Sapmi, Skellefteå.    | |